# Otto Anthes
Otto Anthes (Michelbach, ma Aarbergen része, 1867. október 7. – Wiesbaden, 1954. november 19.) német tanár és író.

## Élete
Eugen Anthes evangélikus lelkész fia, hét testvére közül a második volt. Szinte a teljes gyermekkorát Kaubban töltötte. 1886-ban letette az érettségi vizsgát a waldecki Korbachban, ezután teológiát, ókori nyelveket és német nyelvet hallgatott előbb a Lipcsei Egyetemen majd Halleben. Tanulmányai végeztével 1891-ben tanárként helyezkedett el, előbb Siegenben, majd Altenburgban és Sondershausenben tanított. 1898-ban előléptették s áthelyezték Gerába, a Zabel Leányiskolába. 1903-tól főtanár volt Lübeckben, ahol a Lübecki Állami Felső Leányiskola tanára volt. 1919-től a helyi leánygimnáziumban tanított. Tanári pályafutását egészségügyi okokból 1926. április 1.-én fejezte be, ezután szabadúszó íróként tevékenykedett.
Lübeckben töltött ideje alatt a színházi hatóságok tagja volt (1918-1933). A Lübecker Volksbühnenverein társalapítója és első elnöke (1921-1933, majd az 1946-os újjáalakulás után), az Irodalmi Társaság elnöke, a szabadtéri színház bizottságnak tagja, a Die Trese és a Die Salzspeicher című kulturális folyóiratok szerkesztője volt. A Zur Eule nevű apró művészkocsmában bő 16 éven át a törzsvendégek asztalánál állt a figyelem középpontjában. A törzsasztalhoz számos híres lübecki személyiség tartozott, például Karl Gatermann festőművész, Fita Benkhoff színésznő, Julius Leber, a Walküre hadművelet kapcsán 1945. január 5. kivégzett politikus, valamint Ernst Albert színész. A törzsvendégek asztalánál alkalmanként felbukkant Hermann Abendroth karmester, Jürgen Fehling rendező, Herbert Eulenberg költő, Joachim Ringelnatz sőt néha Thomas Mann is.
Anthes 1936-ban Wiesbadenbe költözött, innen a folyamatos bombázások miatt 1942-ben egy alsó-sziléziai barátjához ment. 1945-ben a Boden-tóhoz menekült, 1946 és 1948 közt ismét Lübeckben élt, végül visszaköltözött Wiesbadenbe. A lübecki Burgfeldben egy iskolát neveztek el róla (Otto-Anthes-Volksschule, 1960; 1994-től Geschwister-Prenski-Schule).

## Munkái
- Sternschnuppen. 10 Novellen, Leipzig 1896.
- Möblierte Herren. Wanda. 2 Novellen, Leipzig 1897.
- Klosterjungen, O. Eugen Thossan álnéven, F. Gräfin zu Reventlow-val közösen, Leipzig 1897.
- Beim Kommiß, Leipzig 1897.
- Ledige Bräute, Leipzig 1899.
- Das Marockche, Gera 1902.
- Dichter und Schulmeister, Leipzig 1904.
- Der papierne Drache, Leipzig 1905.
- Erotik und Erziehung, Leipzig 1908.
- Don Juans letztes Abenteuer. Drama. Berlin 1909.
- Deutsche Sprachlehre für deutsche Kinder, Leipzig 1909.
- Heinz Hauser, ein Schulmeisterleben, Leipzig 1912.
- Rund um die Erde zur Front. Dem Flüchtling nacherzählt. Berlin 1917.
- Bunter Herbst. Gedichte. Lübeck 1917.
- Frau Juttas Untreue. Das Narrengericht. Theophano, Berlin 1918.
- Lübische Geschichten. Tübingen 1922.
- Herzklostersee. Novelle. Tübingen 1923.
- Unter den sieben Türmen. Lübische Geschichten. Leipzig 1926.
- Kapitänsgeschichten. Lübeck 1929.
- Zum Reiche wöll'n wir stan. Historische Erzählungen. Köln 1941.
- Der Graf von Chasot, 1. Aufl. Bleckede 1948.
- Lübeck – du seltsam schöne Stadt, Lübeck 1943.
- Die Regelmühle : von der deutschen Sprachlehre, Leipzig 1906.
- Ein Kranz von Versen um die schönste Stadt, Lübeck 1947.
- Von Uschi zu Ursula, Kempen 1949.
- Lübecker Miniaturen, Hamburg 1948.
- Lübecker Abc, Lübeck 1975. ISBN 3874981274

## Fordítás
- Ez a szócikk részben vagy egészben  az   Otto Anthes című német Wikipédia-szócikk ezen változatának fordításán alapul.  Az eredeti cikk szerkesztőit annak laptörténete sorolja fel. Ez a jelzés csupán a megfogalmazás eredetét és a szerzői jogokat jelzi, nem szolgál a cikkben szereplő információk forrásmegjelöléseként.